# 格里本
格里本是德国梅克伦堡-前波莫瑞州的一个市镇。总面积6.21平方公里，总人口160人，其中男性85人，女性75人（2011年12月31日），人口密度26人/平方公里。